# ناتالي بيرن
ناتالي بيرن (بالأوكرانية: Наталі Берн)‏ ولدت ناتاليا غوسليستايا، ممثلة وعارضة أزياء وكاتبة سيناريو ومنتجة أفلام أمريكية وعرفت بظهورها في بطولة في أفلام المرتزقة 3، أيقظ، القاتل حورية البحر، الانحدار، وميكانيكي: القيامة.

## فيلموغرافيا

### أفلام
| سنة  | العنوان                | دور                      | ملاحظات                  |
| ---- | ---------------------- | ------------------------ | ------------------------ |
| 2006 | Coffee Date            | Christa                  |                          |
| 2009 | Taxi Dance             | Anna                     |                          |
| 2014 | Killer Mermaid         | Lucy                     |                          |
| 2014 | المرتزقة 3             | Conrad's Wife            |                          |
| 2015 | Awaken                 | Billie Kope              | Also writer and producer |
| 2016 | المجرم (فيلم 2016)     | Shoo shoo                |                          |
| 2016 | Mothers and Daughters ‏ | Young Lydia              |                          |
| 2016 | Downhill               | Stephanie                |                          |
| 2016 | الميكانيكي: القيامة    | Natalie Stone 'Reporter' |                          |
| 2017 | The Executioners       | Kay                      |                          |

## الحياة الشخصية
في أبريل 2018 أصبح ناتالي مواطنة أمريكية.

## روابط خارجية
- ناتالي بيرن على موقع IMDb (الإنجليزية)
- ناتالي بيرن على موقع روتن توميتوز (الإنجليزية)
- ناتالي بيرن على موقع ألو سيني (الفرنسية)
- ناتالي بيرن على موقع أول موفي (الإنجليزية)
- ناتالي بيرن على موقع قاعدة بيانات الفيلم (الإنجليزية)

Natalie Burn's Official Website
- ناتالي بيرن في قاعدة بيانات الأفلام على الإنترنت